# Codex Seraphinianus
Codex Seraphinianus – książka napisana w późnych latach 70. XX wieku przez włoskiego grafika i architekta Luigiego Serafiniego. Dzieło, napisane w wymyślonym przez autora języku, jest swego rodzaju encyklopedią opisującą fantastyczny świat będący parodią świata rzeczywistego.

## Zawartość
Książka podzielona jest na sekcje opisujące poszczególne elementy świata – roślinność, zwierzęta, geografię, socjologię, sport, ubiory. Tekstowi towarzyszą tysiące ilustracji wykonanych przez autora za pomocą akwareli. Ilustracje, jedyna zrozumiała część dzieła, są groteskowe i surrealistyczne. Przykładem jest rysunek kopulującej pary zmieniającej się w krokodyla. Strony są numerowane w systemie bazującym na liczbie 21 lub 22.
Książka podzielona jest na dwie części: pierwsza, mieszcząca rozdziały 1-4, zdaje się omawiać przyrodniczą część świata przedstawionego, zawiera opisy fauny, flory oraz rzeczy związanych z fizyką i chemią. Druga część (rozdziały 5-11) opisuje różne aspekty życia człowieka: historię, architekturę, modę, itp. Każdy z jedenastu rozdziałów dotyczy innego tematu:
1. Pierwszy rozdział opisuje świat roślin: dziwne kwiaty, drzewa chodzące na własnych korzeniach, itp.
2. Drugi rozdział dotyczy fauny. Zawiera wiele rysunków fantastycznych zwierząt, przypominających te z naszego świata, jak nosorożce, hipopotamy, ryby czy ptaki.
3. Trzeci rozdział dotyczy osobnego królestwa stworzeń dwunożnych.
4. Czwarty rozdział zdaje się dotyczyć fizyki i chemii. Jest to na razie najbardziej niezrozumiała część książki.
5. Piąty rozdział opisuje fantastyczne mechanizmy i wynalazki.
6. Szósty rozdział opisuje biologię człowieka, zawiera m.in. rysunki różnych narzędzi (jak śrubokręty lub karabiny) połączonych bezpośrednio z ciałem człowieka.
7. Siódmy rozdział dotyczy historii. Znajdują się tam opisy wielu osób, z podanymi datami urodzin i śmierci. Znajduje się tam także wiele rysunków przedstawiających historyczne sceny. Rozdział ten opisuje także wiele obrzędów religijnych, np. pogrzebów.
8. Ósmy rozdział przedstawia historię znajdującego się w Codex Seraphinianus języka.
9. Dziewiąty rozdział opisuje rzeczy codziennego użytku oraz zwyczaje i tradycje.
10. Dziesiąty rozdział opisuje dziwaczne gry i zabawy.
11. Jedenasty rozdział dotyczy architektury.

Po ostatnim rozdziale znajduje się indeks oraz posłowie.

## Publikacja
Książka została jak dotąd wydana czterokrotnie. Oryginalne, dwutomowe wydanie, zostało opublikowane w 1981 przez Franca Maria Ricciego. 2 lata później amerykańskie wydawnictwo Abbeville wydało jednotomową, 370-stronicową wersję dzieła. Kolejne wydanie powstało w 1993. Najnowsza wersja pochodzi z roku 2006. Na Ukrainie w 2014 wydawnictwo Laurus (Kijów, Petersburg) wydało nową uzupełnioną 396-stronicową wersję dzieła (ISBN 978-966-2449-42-6).

## Język
Książka napisana jest w nieznanym języku. Przypomina on zachodni sposób pisania - pismo należy czytać od lewej do prawej, występują wielkie i małe litery, jednak sam alfabet przypomina raczej pismo ludów semickich - bardziej zaokrąglone od alfabetu łacińskiego.